# Stanisław Bohdan Grabiński
Stanisław Bohdan Grabiński herbu Pomian (ur. 9 października 1891 w Chełmicy Dużej, zm. 11 października 1930 w Poznaniu) – ziemianin. Był właścicielem Walewic, szambelanem papieskim, kawalerem Krzyża Walecznych i orderu Virtuti Militari V klasy za udział w wojnie 1920 roku. Inżynier rolnik, absolwent Uniwersytetu Jagiellońskiego.
Dwukrotnie żonaty. Najpierw z Marią Dzieduszycką (zm. 1918 r.), a następnie z Jadwigą Potocką, z którą miał pięcioro dzieci. Jego syn Władysław Krzysztof Grabiński, pseudonim „Pilawa”, zginął jako 19 latek w powstaniu warszawskim.